# Górki-Grubaki
Górki-Grubaki – wieś w Polsce położona w województwie mazowieckim, w powiecie węgrowskim, w gminie Korytnica. Ma status sołectwa.
Wierni Kościoła rzymskokatolickiego należą do parafii św. Wawrzyńca w Korytnicy.

## Historia
W latach 1975–1998 miejscowość administracyjnie należała do województwa siedleckiego. 